# Campeonato Mundial de Atletismo Júnior de 2012 - Lançamento de dardo feminino
A prova do lançamento de dardo feminino do Campeonato Mundial de Atletismo Júnior de 2012 ocorreu entre os dias 10 e 11 de julho em Barcelona, na Espanha. 

## Recordes
Antes desta competição, os recordes mundiais e do campeonato nesta prova eram os seguintes:
|     | Nome        | Nacionalidade | Distância | Local     | Data                |
| --- | ----------- | ------------- | --------- | --------- | ------------------- |
| WJR | Vira Rebryk | Ucrânia       | 63.01 m   | Bydgoszcz | 10 de julho de 2008 |
| CR  | Vira Rebryk | Ucrânia       | 63.01 m   | Bydgoszcz | 10 de julho de 2008 |

## Medalhistas
| Ouro              | Prata             | Bronze                 |
| Sofi Flinck (SWE) | Shiying Liu (CHN) | Marija Vučenović (SRB) |

## Cronograma
Todos os horários são locais (UTC+1).
| Data        | Hora  | Evento       |
| ----------- | ----- | ------------ |
| 10 de julho | 09:35 | Qualificação |
| 11 de julho | 20:25 | Final        |

## Resultados

### Qualificação
Qualificação: 54,00 m (Q) ou pelo menos melhor 12 qualificado (q) 
| Posição | Grupo | Atleta                      | Nacionalidade  | Tentativas | Tentativas | Tentativas | Resultados | Notas           |
| Posição | Grupo | Atleta                      | Nacionalidade  | 1          | 2          | 3          | Resultados | Notas           |
| ------- | ----- | --------------------------- | -------------- | ---------- | ---------- | ---------- | ---------- | --------------- |
| 1       | B     | Shiying Liu                 | China          | 58.47      |            |            | 58.47      | Q, WJL          |
| 2       | B     | Sofi Flinck                 | Suécia         | 58.16      |            |            | 58.16      | Q, NJR,         |
| 3       | A     | Ingeborg Svendrup Rønningen | Noruega        | 44.46      | 52.71      | x          | 52.71      | q               |
| 4       | B     | Lismania Muñoz              | Cuba           | x          | 50.39      | 52.70      | 52.70      | q               |
| 5       | B     | Liveta Jasiunaite           | Lituânia       | 52.67      | 49.21      | 47.49      | 52.67      | q               |
| 6       | A     | Christin Hussong            | Alemanha       | 49.95      | 52.54      | 49.97      | 52.54      | q               |
| 7       | A     | Marija Vučenović            | Sérvia         | 50.59      | 48.02      | 52.49      | 52.49      | q               |
| 8       | B     | Karolina Bołdysz            | Polónia        | 52.35      | 45.90      | x          | 52.35      | q               |
| 9       | A     | Ismaray Armentero           | Cuba           | x          | 51.52      | x          | 51.52      | q               |
| 10      | A     | Wasie Toolis                | Austrália      | 50.23      | 47.78      | 51.38      | 51.38      | q,              |
| 11      | B     | Haley Crouser               | Estados Unidos | 51.04      | 50.45      | 47.06      | 51.04      | q               |
| 12      | B     | Eva Vivod                   | Eslovênia      | 46.89      | 50.79      | 48.18      | 50.79      | q,              |
| 13      | A     | Alexie Alaïs                | França         | 46.80      | 49.86      | 50.52      | 50.52      |                 |
| 14      | A     | Daliadiz Ortiz              | Porto Rico     | x          | 48.34      | 50.44      | 50.44      |                 |
| 15      | A     | Lidia Parada                | Espanha        | 50.33      | 48.64      | 47.12      | 50.33      |                 |
| 16      | B     | Charlotte Müller            | Alemanha       | 47.66      | 47.90      | 50.30      | 50.30      |                 |
| 17      | B     | Salina Fässler              | Suíça          | 49.95      | x          | x          | 49.95      | Recorde pessoal |
| 18      | B     | Tetyana Fetiskina           | Ucrânia        | 47.31      | 45.66      | 49.78      | 49.78      |                 |
| 19      | A     | Daniella Mieko Nisimura     | Brasil         | 36.17      | 49.47      | 49.72      | 49.72      | Recorde pessoal |
| 20      | A     | Valeria Lungu               | Moldávia       | 44.46      | 48.94      | 46.32      | 48.94      |                 |
| 21      | A     | Kateryna Derun              | Ucrânia        | 47.07      | x          | 48.69      | 48.69      |                 |
| 22      | B     | Monique Cilione             | Austrália      | 44.88      | 45.31      | 48.30      | 48.30      |                 |
| 23      | B     | Sara Kolak                  | Croácia        | 44.40      | 48.15      | x          | 48.15      |                 |
| 24      | A     | Noémie Pleimling            | Luxemburgo     | x          | x          | 47.90      | 47.90      |                 |
| 25      | A     | Nathalie Meier              | Suíça          | 46.36      | 45.62      | 47.82      | 47.82      |                 |
| 26      | A     | Brianna Bain                | Estados Unidos | 47.64      | x          | 47.17      | 47.64      |                 |
| 27      | B     | Niki Oudenaarden            | Canadá         | 39.64      | 47.35      | 43.51      | 47.35      |                 |
| 28      | B     | Margaux Nicollin            | França         | 43.49      | 46.80      | x          | 46.80      |                 |
| 29      | B     | Katrina Sirma               | Letónia        | 46.73      | 42.74      | 36.89      | 46.73      |                 |
| 30      | B     | Hiroko Takigawa             | Japão          | 46.13      | x          | x          | 46.13      |                 |
| 31      | A     | Kiho Kuze                   | Japão          | 45.29      | 43.93      | 44.99      | 45.29      |                 |
| 32      | A     | Hyojeong Heo                | Coreia do Sul  | 42.40      | x          | 44.63      | 44.63      |                 |
| 33      | B     | Maria Børstad Jenssen       | Noruega        | 43.73      | 44.62      | 44.50      | 44.62      |                 |
| 34      | A     | Katja Zof                   | Eslovênia      | 44.53      | 42.11      | 44.29      | 44.53      |                 |

### Final
A prova final foi realizada no dia 11 de julho ás 20:25. 
| Posição           | Atleta                      | Nacionalidade  | Tentativas | Tentativas | Tentativas | Tentativas | Tentativas | Tentativas | Resultados | Notas           |
| Posição           | Atleta                      | Nacionalidade  | 1          | 2          | 3          | 4          | 5          | 6          | Resultados | Notas           |
| ----------------- | --------------------------- | -------------- | ---------- | ---------- | ---------- | ---------- | ---------- | ---------- | ---------- | --------------- |
| Medalha de ouro   | Sofi Flinck                 | Suécia         | 56.09      | 55.22      | 55.59      | 53.91      | 56.71      | 61.40      | 61.40      | WJL             |
| Medalha de prata  | Shiying Liu                 | China          | 54.77      | 59.20      | X          | X          | –          | –          | 59.20      | Recorde pessoal |
| Medalha de bronze | Marija Vučenović            | Sérvia         | X          | 49.49      | 57.12      | X          | X          | X          | 57.12      | Recorde pessoal |
| 4                 | Lismania Muñoz              | Cuba           | 52.55      | 52.91      | 54.97      | 51.95      | 52.82      | 52.74      | 54.97      |                 |
| 5                 | Karolina Bołdysz            | Polónia        | 53.51      | 53.55      | 50.43      | 52.97      | 51.43      | 54.95      | 54.95      |                 |
| 6                 | Ismaray Armentero           | Cuba           | 52.51      | 54.54      | 53.22      | 52.39      | 50.00      | 52.54      | 54.54      |                 |
| 7                 | Christin Hussong            | Alemanha       | 50.56      | 50.66      | 50.24      | 52.06      | 49.26      | 53.20      | 53.20      |                 |
| 8                 | Liveta Jasiunaite           | Lituânia       | 53.00      | 51.09      | 51.85      | 50.22      | 49.74      | 52.65      | 53.00      |                 |
| 9                 | Wasie Toolis                | Austrália      | 48.55      | 50.16      | 49.07      |            |            |            | 50.16      |                 |
| 10                | Eva Vivod                   | Eslovênia      | 49.17      | 49.55      | X          |            |            |            | 49.55      |                 |
| 11                | Haley Crouser               | Estados Unidos | X          | X          | 49.22      |            |            |            | 49.22      |                 |
| 12                | Ingeborg Svendrup Rønningen | Noruega        | 47.44      | 47.51      | X          |            |            |            | 47.51      |                 |

Legenda
| Recorde mundial       | Recorde mundial (World record)               |                       | Recorde africano                      | Recorde africano (African) |                                           | Q | Classificado por posição (Qualified) |
| Recorde do campeonato | Recorde do campeonato (Championship record)  | Recorde da América    | Recorde da América (Americas)         | q                          | Classificado por melhor tempo (Qualified) |   |                                      |
| Melhor marca do ano   | Melhor marca do ano (World leading)          | Recorde asiático      | Recorde asiático (Asian)              | DNS                        | Não largou (Did not start)                |   |                                      |
| Recorde nacional      | Recorde nacional (National record)           | Recorde europeu       | Recorde europeu (European)            | DNF                        | Não terminou (Did not finish)             |   |                                      |
| Recorde pessoal       | Recorde pessoal do atleta (Personal best)    | Recorde da Oceania    | Recorde da Oceania (Oceania)          | DSQ / DQ                   | Desclassificado (Disqualified)            |   |                                      |
| Recorde da temporada  | Recorde da temporada do atleta (Season best) | Recorde sul-americano | Recorde sul-americano (South America) | NM                         | Sem marca (No mark)                       |   |                                      |